# Joachim Ecknig
Joachim Ecknig (* 1939) ist ein ehemaliger deutscher Badmintonspieler.

## Karriere
Ecknig ist einer der Begründer des Badmintonsports beim ostdeutschen Traditionsverein Aktivist Tröbitz, dessen Sektion Federball er seit den späten 1950er Jahren angehörte. Er wurde 1960 bei den Meisterschaften des Bezirks Cottbus mit dem Team Bezirksmeister durch ein 10:1 gegen den zweiten Staffelsieger, die TSG Lübbenau. In der folgenden überbezirklichen Qualifikation setzte er sich mit Aktivist Tröbitz gegen die BSG Traktor Hilbersdorf und die SG Gittersee durch. Auch bei der DDR-Endrunde gewann Tröbitz alle Partien, wodurch sich Ecknig und Kollegen mit dem Titel des ersten DDR-Mannschaftsmeisters schmücken konnten. 1961 reichte es für das Team nur zu Silber hinter Post Berlin – was gleichzeitig Joachim Ecknigs letzter Medaillenerfolg war. In den Folgejahren widmete er sich verstärkt seinem Studium und war nur noch im Funktionärsstab bei Aktivist tätig.
Joachim Ecknig lebt heute in Dresden.

## Sportliche Erfolge
| Saison    | Veranstaltung                | Disziplin  | Platz | Name |
| --------- | ---------------------------- | ---------- | ----- | --- |
| 1959/1960 | DDR-Mannschaftsmeisterschaft | Mannschaft | 1     | Aktivist Tröbitz (Gottfried Seemann, Annemarie Fritzsche, Gerolf Seemann, Joachim Ecknig, Helga Krüger, Hans Bräuer, Klaus Vogel, Ina Peuten) |
| 1960/1961 | DDR-Mannschaftsmeisterschaft | Mannschaft | 2     | Aktivist Tröbitz (Gottfried Seemann, Hans Bräuer, Joachim Ecknig, Klaus Katzor, Gerolf Seemann, Annemarie Fritzsche, Helga Krüger)            |